# Revuelta bereber
Revuelta bereber o gran revuelta bereber son denominaciones historiográficas para la revuelta que se produjo en el Magreb y al-Ándalus entre los años 122–125 de la Hégira (739/740–743 de la era cristiana) contra el Califato omeya de Damasco (en ese momento, bajo el califa Hisham ibn Abd al-Malik). Fue la primera ocasión en que se produjo una escisión del Imperio islámico. La revuelta, de base étnica bereber y religiosa jariyí, tuvo causas socioeconómicas, políticas y religiosas (exigencias de pureza religiosa, contra la subordinación de los bereberes a la minoría dirigente árabe, a pesar de su conversión al islam, y contra la presión fiscal). Surgió en Tánger, y la dirigió al comienzo Maysara al-Matghari (en las fuentes árabes llamado al-Ḥaqir –«el innoble»–), que fue depuesto por los propios rebeldes y posiblemente ejecutado en septiembre/octubre de 740.
A pesar de sus victorias iniciales, los rebeldes no consiguieron tomar las ciudades más importantes de Ifriqiya (particularmente la capital, Cairuán) ni del valiato andalusí (en especial la capital, Córdoba), pero sí controlaron amplias zonas, algunas de las cuales nunca fueron recuperadas por las autoridades de Damasco. Los ejércitos bereberes se disolvieron y el Magreb se fragmentó en una serie de pequeños estados gobernados por jefes tribales e imanes jariyíes. En los siguientes años, el propio Califato omeya cayó como consecuencia de la revolución abasí (748-750); únicamente un miembro de la antigua familia califal, Abderramán I, sobrevivió y huyó a al-Ándalus, donde se estableció como emir independiente (756).

## Causas
Al descontento bereber contribuyeron notablemente las políticas de los gobernadores omeyas de Cairuán (capital de Ifriqiya, en el actual Túnez), que ejercían su autoridad sobre el Magreb (todo el norte de África al oeste de Egipto) y al-Ándalus (la península ibérica). Desde la conquista musulmana del Magreb (647-711), los dirigentes árabes habían maltratado a sus auxiliares no árabes; notablemente a los bereberes que se habían convertido rápidamente al islam, en contraste con la mayoría de la población, que seguía siendo cristiana, con algunas minorías judías y paganas (especialmente en Maghreb al-Aqsa –"Extremo Occidente"–, el actual Marruecos).
Aunque fueron mayoritariamente musulmanes bereberes los protagonistas de la conquista musulmana de la península ibérica (711-726), habían sido relegados en el reparto del botín al mismo tiempo que se les confiaban las misiones más duras (por ejemplo, las posiciones de vanguardia en las batallas —mientras las fuerzas árabes, minoritarias, eran reservadas en la retaguardia— y las guarniciones de las fronteras más duras o inhóspitas). No sin alguna dificultad, durante la conquista, Musa ibn Nusair, gobernador árabe de Ifriqiya, se había esforzado en cuidar su relación con sus lugartenientes bereberes (el más famoso Táriq ibn Ziyad); por el contrario, sus sucesores, especialmente Yazid ibn Abi Muslim, habían tratado a sus fuerzas bereberes con desprecio.
Como agravio añadido, los gobernadores árabes continuaron recaudando impuestos extraordinarios (dhimmi, denominados yiziah y jaraŷ); y tributos de esclavitud sobre poblaciones no árabes convertidas al islam, una directa contravención de la ley islámica. Tales agravios se hicieron rutinarios bajo los califatos de Walid I y Suleimán I.
En 718, el califa Omar II prohibió finalmente la recaudación de impuestos extraordinarios y tributos de esclavitud sobre musulmanes no árabes, reduciendo las tensiones existentes. No obstante, los costosos reveses militares de las décadas de 720 y 730 forzaron a las autoridades califales a encontrar alguna solución que equilibrara la tesorería. Durante el califato de Hisham (desde 724), se sortearon las prohibiciones mediante reinterpretaciones de la norma (por ejemplo, vinculando el impuesto jaraŷ a la tierra y no al propietario, de modo que cualquier tierra que en algún momento hubiera estado sujeta al impuesto, volvía a estarlo independientemente de la religión de quien la poseyera).
Como consecuencia, los bereberes resentidos recibían favorablemente las actividades de los radicales jariyíes provenientes de Oriente Medio (sobre todo sufríes y posteriormente ibadíes) que llegaron al Magreb en la década de 720. Predicaban una forma puritana de islam, prometiendo un nuevo orden político en que todos los musulmanes serían iguales, sin consideración a orígenes raciales o tribales, y con un estricto seguimiento de la ley islámica. Los activistas jariyíes penetraron gradualmente en las tropas bereberes y en los centros de población. Las autoridades tuvieron que sofocar con creciente dificultad motines esporádicos de guarniciones bereberes (por ejemplo, la acaudillada por Munnus en Septimania, al norte de los Pirineos, en 729-731). Yazid ibn Abi Muslim, gobernador de Ifriqiya, que abiertamente retomó el impuesto yiziah y humilló a los miembros de su guardia bereber marcándoles las manos, fue asesinado en 721.
En 734, Ubayd Allah ibn al-Habhab fue nombrado gobernador omeya de Cairuán, con autoridad sobre todo el Magreb y al-Ándalus. Su llegada, tras un periodo de descontrol, significó un incremento de la presión fiscal sobre las poblaciones no árabes, retomando sin paliativos los impuestos extraordinarios y los tributos de esclavitud; dando instrucciones en el mismo sentido a sus delegados en Córdoba (Oqba ibn al-Hajjaj al-Saluli) y Tánger (Omar ibn el-Moradi). El fracaso de las costosas expediciones contra el reino franco durante el periodo 732-737, que fueron repelidas por Carlos Martel, significó una mayor necesidad de incrementar los impuestos. Ningún tipo de apoyo podía esperarse desde Damasco, que tenía que hacer frente al fracaso de los ejércitos califales en el otro extremo del Imperio.

## La revuelta

### Revuelta en el Magreb
El celo recaudatorio de los Omeyas se concretó en instrucciones de Ubayd Allah ibn al-Habhab para aumentar la presión fiscal sobre los bereberes. Omar ibn al-Moradi, gobernador de Tánger, decidió declarar "pueblo conquistado" a los bereberes de su jurisdicción, lo que permitía tomar propiedades y esclavizar personas, un "quinto califal" que todavía podía ser reclamado por el Estado Omeya por derecho de conquista. Fuentes alternativas simplemente reflejan que los tributos se duplicaron.
El descontento, encauzado por los predicadores sufríes, se plasmó en rebelión de las tribus bereberes del oeste del actual Marruecos; inicialmente, de los ghomara, berghwata y miknasa, eligieron como jefe a Maysara al-Matghari, quien según algunas crónicas árabes era un pobre aguador, aunque probablemente era un alto jefe tribal de los matghara.
La oportunidad surgió a finales de 739 o comienzos de 740 (122 de la Hégira), cuando el poderoso general de Ifriqiya Habib ibn Abi Obeida al-Fihri, que había impuesto recientemente su autoridad sobre el valle de Sous en el sur del actual Marruecos, recibió instrucciones del gobernador de Cairuán, Ubayd Allah, de reunir sus tropas y dirigirlas en una gran expedición contra la Sicilia bizantina, lo que dejó desguarnecida la zona occidental del Magreb.
Tan pronto como el ejército de Habib partió, Maysara reunió una coalición de ejércitos bereberes, cuyos soldados se afeitaron la cabeza al modo jariyita y fijaron inscripciones coránicas en sus armas. Se dirigieron a Tánger, que pronto cayó en sus manos, y se dio muerte al odiado gobernador Omar al-Moradi. Fue entonces que Maysara tomó el título de amir al-mu'minin ("príncipe de los creyentes", equiparable al de "califa").
Dejando en Tánger una guarnición bereber bajo el mando de Abd Allah al-Hodeij al-Ifriqi (un converso al islam, anteriormente cristiano), el ejército de Maysara recorrió la zona occidental del actual Marruecos, reforzándose con nuevos adeptos, despejando de fuerzas omeyas todo el territorio entre el Estrecho y el Sous. Uno de los gobernadores locales que se mató fue Ismaíl ibn Ubayd Allah, hijo del propio emir de Cairuán.
La revuelta bereber sorprendió en Cairuán al gobernador omeya, Ubayd Allah ibn al-Habhab, que tenía pocas fuerzas a su disposición. Inmediatamente despachó mensajeros a su general Habib ibn Abi Obeida al-Fihri que se encontraba en Sicilia, ordenándole interrumpir la expedición y reembarcar urgentemente el ejército de Ifriqiya de vuelta a África. Mientras tanto, Ubayd Allah reunió una columna de caballería pesada, compuesta por la élite aristocrática árabe de Cairuán, poniéndola bajo el mando de Jalid ibn Abi Habib al-Fihri, y enviándolos hacia Tánger para contener a los rebeldes, mientras esperaba la vuelta de Habib desde Sicilia. Un pequeño ejército de reserva, a las órdenes de Abd al-Rahman ibn al-Mughira al-Abdari, se dispuso a mantener Tremecén, en previsión de que el ejército rebelde pudiera repeler a la columna de los nobles y avanzar hacia Cairuán.
Las fuerzas bereberes de Maysara chocaron con la vanguardia de la columna Ifriqiya de Jálid ibn Abi Habib en un punto indeterminado (las fuentes que recoge Ibn Jaldún indican que fue en el río Cheliff –en la actual Argelia–, lo que parece improbable a los historiadores modernos, que proponen el río Sebú –cercano a Tánger–). Tras un breve enfrentamiento, Maysara ordenó a su ejército retirarse a Tánger. El comandante de la caballería árabe Jálid ibn Abi Habiba decidió no apresurarse en una persecución y mantuvo sus líneas al sur de la ciudad, bloqueándola, mientras esperaba los refuerzos de la expedición siciliana de Habib.
Entre tanto, los rebeldes bereberes se reorganizaron y renovaron su liderazgo mediante un golpe que depuso a Maysara, que fue ejecutado. Los jefes tribales bereberes eligieron a un jefe de la tribu zenata, Jalid ibn Hamid al-Zanati como nuevo "califa". Las fuentes no aclaran las causas de estos hechos; que podrían estar relacionadas con la retirada ordenada por Maysara ante la caballería árabe, que demostraría su incapacidad militar, o quizá por no demostrar suficiente fanatismo religioso ante los predicadores sufríes, o quizá simplemente por el mayor ascendiente que estuvieran alcanzando entre las tribus bereberes los jefes zenatas, cuyo territorio estaba más cercano al frente contra Ifriqiya.

#### Batalla de los nobles
El nuevo caudillo bereber Jálid ibn Hamid al-Zanati optó por atacar inmediatamente la columna de caballería árabe antes de que pudiera reforzarse. Los rebeldes sobrepasaron y aniquilaron la caballería árabe de Jálid ibn Abi Habiba en un enfrentamiento conocido como "batalla de los nobles", una verdadera masacre de la crema de la nobleza árabe de Ifriqiya, que se puede datar en torno a octubre o noviembre de 740.
La reacción árabe inmediata al desastre mostró lo inesperado que fue este revés. Tras las primeras noticias, el ejército de reserva de Ibn al-Mughira en Tremecén cayó en el pánico. Se creía ver conspiradores sufríes por todas partes, lo que pretendía conjurarse con masacres indiscriminadas ordenadas por el comandante omeya. La represión provocó un masivo levantamiento popular en la hasta entonces tranquila ciudad, y llevó a gran parte de la población a rechazar a los Omeyas. La rebelión alcanzaba así el Magreb medio (actual Argelia).
El ejército expedicionario de Sicilia al mando de Habib ibn Abi Obeida no llegó a tiempo de evitar la masacre de los nobles. Advirtiendo que no podía rechazar al ejército bereber, se retiró a Tremecén para reabastecerse, pero la ciudad estaba en plenos disturbios. Allí Habib se reunió con Musa ibn Abi Jalid, un capitán omeya que había resistido en las cercanías de Tremecén, reuniendo todas las fuerzas leales que pudo. El estado de pánico y confusión era tal que Habib ibn Abi Obeida decidió culpar al capitán de todo ello, cortándole una mano y una pierna como castigo, a pesar de su manifiesta inocencia.
Habib ibn Abi Obeida atrincheró lo que quedaba del ejército de Ifriqiya fuera de Tremecén (quizá más lejos, en Tahert), y reclamó refuerzos de Cairuán; una petición que fue elevada a Damasco.
Cuando el califa Hisham oyó las malas noticias, prometió enviar contra ellos un gran ejército exclamando: "Por Dios que lanzaré contra ellos la rabia árabe con un ejército, cuyo comienzo está donde están ellos y cuyo fin está donde estoy yo".

### Golpe en al-Ándalus
Hay algunos registros de que el gobernador andalusí Uqba ibn al-Hayyach despachó un ejército andalusí que cruzó el Estrecho para apoyar al de Ifriqiya en Tánger, y que fue como éste derrotado por los bereberes a finales de 740. Pero los modernos historiadores cuestionan estas versiones, dado que el material procede de crónicas andalusíes posteriores y no se recoge nada similar en las contemporáneas.
Sea como fuere, las noticias de la victoria bereber en el Norte de África llegaron a al-Ándalus, donde los bereberes sobrepasaban en gran número a los árabes. Temiendo que las guarniciones bereberes se sublevaran, la élite árabe andalusí rápidamente, en enero de 741, depuso a Uqba ibn al-Hayyach, lugarteniente de Obeid Allah, y repuso a su predecesor, Abd al-Malik ibn Qatan al-Fihri, una figura local, más popular entre los andalusíes, tanto árabes como bereberes.

### Expedición siria
En febrero de 741 el califa Omeya Hisham nombró a Kulthum ibn Iyad al-Qasi para reemplazar al gobernador de Ifriqiya Obeid Allah. Kulthum se hizo acompañar por un nuevo ejército árabe de 27 000 hombres reclutados entre los ŷund (جند, plural aŷnad اجناد "regimientos") del extenso territorio conocido como Bilad al-Sham, la "Gran Siria" (6000 de cada uno de los cuatro ŷund principales: Jund Dimashq –Damasco–, Jund Hims –Homs–, Jund al-Urdunn –Jordania– y Jund Filastin –Palestina–, más 3000 de Jund Qinnasrin –Qinnasrin–) y 3000 hombres más que fueron reclutados en Egipto. El califa Hisham nombró al sobrino de Kulthum, Balch ibn Bishr al-Qushayri, como su lugarteniente y sucesor designado, y al comandante jordano Thalaba ibn Salama al-Amili como su segundo sucesor (por si acaeciera tragedia sobre los dos anteriores).
La caballería de élite siria, al mando de Balch ibn Bishr, que se había anticipado al grueso de las fuerzas, fue la primera en llegar a Cairuán en el verano de 741. Su breve estancia no fue muy agradable. Los sirios llegaron con ánimo altanero y se enfrentaron a las autoridades de la ciudad de Cairuán, quienes, suspicaces, les recibieron fríamente. Interpretándolo como ingratitud, los jefes sirios empezaron a tomar decisiones por su cuenta, disponiendo el alojamiento de las tropas y requisando abastos sin respetar a las autoridades ni las necesidades de la ciudad.
Los miembros de la expedición siria tenían orígenes tribales distintos a los árabes a quienes venían a proteger. Los primeros árabes de Ifriqiya y al-Ándalus provenían principalmente de tribus del sur de Arabia (llamadas kalbíes o yemenitas), mientras que los ŷund sirios provenían de tribus del norte de Arabia (qaisitas o mudharitas, o tribus "sirias"); desde tiempos preislámicos existía una profunda rivalidad entre qaisitas y yemenitas, que los actuales enfrentamientos sólo reavivaron.
Más atrasado, con el grueso de las fuerzas, Kulthum ibn Iyad no entró en Cairuán, sino que mandó un mensaje asignando el gobierno de la ciudad a Abd al-Rahman ibn Oqba al-Ghaffari, cadí de Ifriqiya. Agrupando la vanguardia siria, Kulthum se apresuró a reunirse con lo que quedaba de las fuerzas de Ifriqiya (cerca de 40 000 hombres) al mando de Habib ibn Abi Obeida al-Fihri, que estaban emplazadas en las cercanías de Tremecén.
La conjunción de las fuerzas del Norte de África y del Oriente Próximo no fue fácil. Noticias de los excesos sirios en Cairuán llegaron a las tropas de Ifriqiya, mientras los sirios, indignados por el recibimiento poco amistoso, trataban a sus aliados de forma arbitraria. Habib y Balch discutieron, y sus ejércitos estuvieron a punto de enfrentarse entre sí. Con suave diplomacia, Kulthum ibn Iyad consiguió mantenerlos unidos, pero el mutuo resentimiento tendría un decisivo papel en los acontecimientos posteriores.
El ejército bereber rebelde, bajo el liderazgo de Jalid ibn Hamid al-Zanati (quizá junto a un tal Salim Abu Yusuf al-Azdi,) era enorme (las fuentes hablan de unos 200 000 hombres), pero muy mal equipado. Muchos combatientes no disponían de más armas que piedras y cuchillos, y sus vestidos eran rudimentarios. Se afeitaban la cabeza como signo de fervor religioso sufrí. Su fanatismo les proporcionaba una excelente moral de combate, y su conocimiento del terreno les proporcionaba una ventaja decisiva.

#### Batalla de Bagdura
Los ejércitos árabe y bereber finalmente se encontraron en Bagdura (o Baqdura, junto al río Sebú cerca del actual Fez) en octubre–noviembre de 741. Desoyendo la experiencia de los de Ifriqiya, que aconsejaron prudencia, Kulthum ibn Iyad cometió varios errores tácticos graves. Los hostigadores bereberes desmontaron y aislaron a la caballería siria, mientras que la infantería bereber caía sobre la árabe, a la que sobrepasaba numéricamente. Rápidamente los árabes fueron derrotados. Algunas estimaciones indican que dos tercios de ellos fueron muertos o capturados. Entre los muertos estaban el nuevo gobernador Kulthum ibn Iyad al-Qasi y el comandante de Ifriqiya Habib ibn Abi Obeida al-Fihri.
Los regimientos sirios, reducidos entonces a un número de hombres en torno a 10 000, se agruparon por el sobrino de Kulthum, Balch ibn Bishr al-Qushayri, y se dirigieron hacia el Estrecho, confiando en poder cruzar hacia al-Ándalus. Se les unió un pequeño contingente de Ifriqiya, dirigido por el hijo de Habib, Abd al-Rahman ibn Habib al-Fihri, pero el resto de las tropas de Ifriqiya se dispersaron en una huida hacia Cairuán. El grueso del ejército bereber rebelde persiguió a los sirios, asediándoles en Ceuta.

### Ofensiva contra Cairuán
El jefe bereber zenata Jalid ibn Hamid al-Zanati, que consiguió las dos grandes victorias sobre los ejércitos árabes, deja de ser citado en las crónicas poco después de la batalla de Bagdura (741). No obstante, las noticias de las victorias rebeldes llevaron a tribus bereberes, hasta entonces tranquilas, a unirse al levantamiento, que se extendió por todo el Magreb y al-Ándalus.
La amenaza más inmediata al poder omeya surgió al sur de Ifriqiya, donde el jefe sufrí Oqasha ibn Ayub al-Fezari levantó un ejército bereber y puso sitio a Gabès y Gafsa.
En una rápida incursión hacia el sur, con lo que quedaba del ejército de Ifriqiya, el cadí de Cairuán, Abd al-Rahman ibn Oqba al-Ghaffari, consiguió derrotar y dispersar al ejército de Oqasha cerca de Gafsa en diciembre de 741. Pero el cadí no disponía de suficientes tropas árabes para llevar a cabo una persecución, y Oqasha inmediatamente emprendió el reagrupamiento de sus fuerzas en torno a Tobna en el valle del Zab, al oeste de Ifriqiya.
Inmediatamente después de conocer las noticias del desastre de Bagdura, el califa Hisham ordenó al gobernador omeya de Egipto, Handhala ibn Safwan al-Kalbi, hacerse cargo rápidamente de Ifriqiya. En febrero de 742, Handhala ibn Safwan se apresuró a enviar su ejército egipcio hacia el oeste y alcanzó Cairuán en torno al mes de abril de 742, justo cuando Oqasha volvía a probar suerte otra vez. Las fuerzas de Handhala repelieron a las de Oqasha otra vez.
Cuando Oqasha volvía a reagrupar sus fuerzas de nuevo en el Zab, llegó del oeste un gran ejército bereber bajo el jefe de la tribu hawwara Abd al-Wahid ibn Yazid al-Hawwari (posiblemente despachado por el califa bereber Jalid ibn Hamid al-Zanati, aunque no se le menciona en las crónicas). El ejército de Abd al-Wahid contaba con unos 300 000 hombres, claramente el mayor ejército bereber que nunca se ha reunido. Tras unas rápidas consultas, Oqasha y Abd al-Wahid acordaron realizar un ataque conjunto sobre Cairuán, Oqasha por el sur y el gran ejército de Abd al-Wahid por los pasos del norte, convergiendo sobre Cairuán desde ambos lados.

#### Batallas de El-Qarn y El-Asnam
Advertido de la aproximación de los grandes ejércitos bereberes, Handhala ibn Safwan procuró impedir su reunión. Despachando un contingente de caballería para hostigar y ralentizar el avance de Abd al-Wahid por el norte, Handhala mandó el grueso de sus fuerzas hacia el sur, enfrentándose a Oqasha en una sangrienta batalla en El-Qarn, donde le hizo prisionero. También Handhala había sufrido muchas pérdidas, y ahora se enfrentaba al descomunal ejército de Abd al-Wahid. Las fuentes recogen que Handhala se apresuró a armar a toda la población de Cairuán para reforzar sus filas, antes de volver a la lucha. En lo que posiblemente fuera la batalla más sangrienta de la revuelta, Handhala ibn Safwan derrotó al ejército bereber de Abd al-Wahid ibn Yazid en El-Asnam en torno al mes de mayo de 742 (o quizá un poco más tarde), a tres millas de Cairuán. Unos 120 000-180 000 bereberes, incluyendo a Abd al-Wahid, cayeron en el campo de batalla. Oqasha fue ejecutado poco después.
Aunque Cairuán se salvó para el califato, y con él el núcleo de Ifriqiya, Handhala ibn Safwan debía enfrentarse a partir de entonces a la ingrata tarea de recuperar el control sobre las provincias occidentales, todavía en control de los rebeldes bereberes; lo que no tuvo oportunidad de realizar.

### Revuelta en al-Ándalus
El golpe que instauró a Abd al-Malik ibn Qatan al-Fihri como gobernante de al-Ándalus a comienzos de 741 actuó como un preventivo contra el descontento bereber; pero en cuanto las noticias del desastre de Bagdura se extendieron, no se contuvo más el levantamiento, produciéndose en las guarniciones al norte del Duero en octubre de 741. Los comandantes árabes fueron depuestos, y los puestos avanzados fueron abandonados para concentrarse en un ejército que se reunió en el centro de la península y avanzó hacia las ciudades del sur.
Aunque no se han conservado los nombres de los cabecillas de la revuelta, lo sí que se registró es que se organizaron en tres columnas: una se dirigió contra Toledo, otra contra Córdoba y la tercera contra Algeciras, donde los rebeldes esperaban apoderarse de la flota andalusí y sumar fuerzas con los bereberes del norte de África.
La evacuación de las guarniciones musulmanas del norte permitió al rey cristiano Alfonso I de Asturias ocupar los fuertes vacíos sin dificultad, expandiendo su control por la zona noroccidental y el alto Ebro. También se realizaron algaras asturianas por pueblos y ciudades del Duero, obligando al desplazamiento de la población local hacia las zonas del norte, lo que creó el denominado "Desierto del Duero", que se mantuvo como frontera despoblada en los siglos siguientes; aunque esta lectura de las fuentes medievales ha sido puesta en cuestión. Igualmente cuestionado está la posibilidad de que el origen del grupo demográfico denominado «maragatos» (zona de la Maragatería en torno a Astorga), de costumbres pastoriles trashumantes, pudiera asociarse a grupos de montañeses bereberes (mauri capti –«moros cautivos»–) que, aunque con el tiempo se hicieran cristianos, mantuvieron vestidos y costumbres distintivas hasta la Edad Moderna.

### Los sirios en al-Ándalus
La mayor parte del invierno de 741-42, lo que quedaba de la expedición siria, unos diez mil hombres, bajo Balch ibn Bishr al-Qushayri, permaneció atrapada en Ceuta, asediada por los rebeldes bereberes. El gobernante andalusí Abd al-Malik ibn Qatan al-Fihri, temeroso de que la presencia de los sirios en la Península sólo agravaría su situación, les negó su colaboración para cruzar el Estrecho. Más aún, prohibió toda ayuda a los sirios, llegando a torturar hasta la muerte en público a un comerciante andalusí que se había atrevido a enviarles un par de barcos cargados de grano, cuando estaban en una situación desesperada. Pero pronto llegaron noticias de que las tres columnas del ejército bereber llegaban desde el norte. No disponiendo de suficientes fuerzas árabes para hacerles frente, al gobernador Abd al-Malik no le quedó más remedio que recurrir a los sirios. Mediante un tratado cuidadosamente negociado, les garantizó el paso seguro del Estrecho, bajo la promesa de que volverían al Norte de África en un periodo máximo de un año tras la resolución del conflicto bereber. Para asegurarse, tomó rehenes sirios.
Los ŷund sirios, al mando de Balch ibn Bishr al-Qushayri cruzaron el Estrecho a comienzos de 742 e inmediatamente interceptaron en los alrededores de Medina Sidonia a la columna bereber que se dirigía a Algeciras. Tras ello se reunieron con el ejército árabe andalusí y derrotaron al grueso de las fuerzas bereberes en las afueras de Córdoba, en la primavera de 742. Poco después, derrotaron a la tercera columna bereber, que estaba asediando Toledo.
A pesar de lo previsto en el tratado, los sirios no mostraban signos de dejar la península tras sofocar la rebelión. Cuando el gobernador Abd al-Malik insistió en el cumplimiento de ese punto, Balch ibn Bishr al-Qushayri decidió deponerlo y proclamarse a sí mismo gobernador, invocando sus derechos como sucesor de su tío, el gobernador de Ifriqiya Kulthum ibn Iyad al-Qasi. En venganza por lo ocurrido con el mercader de Ceuta, ordenó torturar hasta la muerte al gobernador depuesto. Se desató una guerra civil entre los sirios y los árabes, liderados por Qatan y Umayya, los hijos del último gobernador fihrí. Los sirios alcanzaron una victoria decisiva en la batalla de Aqua Portora (cerca de Córdoba, agosto de 742), pero Balch ibn Bishr al-Qushayri fue herido de muerte en ella. El mando de las tropas sirias volvió a recaer en Thalaba ibn Salama al-Amili, y en los meses siguientes los sirios permanecieron acuartelados, mientras los andalusíes (cuya unidad se había recompuesto, pues a los árabes se habían sumado los bereberes) se congregaron en Mérida.
En la guerra civil que continuó en los meses siguientes, la cuestión bereber pasó a un segundo plano. Con el tiempo, agotadas, las partes recurrieron al emir de Ifriqiya Handhala ibn Safwan al-Kalbi para resolver sus diferencias. Handhala despachó a su primo Abu al-Jattar ibn Darar al-Kalbi como nuevo gobernador de al-Ándalus. Llegó en mayo de 743 e inmediatamente procuró la restauración de la paz, liberando a prisioneros árabes y bereberes y permitiendo el asentamiento de los ŷunds sirios, a los que decidió distribuir por distintas zonas del sur peninsular hasta entonces poco controladas: el ŷund de Damasco en Elvira (Granada), el ŷund jordano en Rayya (Málaga y Archidona), el ŷund palestino en Medina Sidonia y Jerez, el ŷund de Emesa (Homs) en Sevilla y Niebla, y el ŷund de Qinnasrin en Jaén. El ŷund egipcio se dividió entre la zona suroeste (el Algarve, en torno a Beja) y la zona sureste (el anteriormente llamado "reino de Tudmir" y posteriormente "cora de Tudmir", algo más extensa que la actual región de Murcia). Al-Maqqari refiere un ŷund de Wasit (Irak), que se asentaría en Cabra, que no se cita en otras fuentes.
A los ŷunds sirios se les asignó un tercio de los impuestos recaudados en sus regiones, y se les dio responsabilidades fiscales y militares, subordinados al gobierno andalusí.
La llegada de los ŷunds sirios tuvo considerables implicaciones en la historia andalusí. Incrementó sustancialmente el grupo social considerado "árabe", particularmente en la parte meridional de la península; pero no sin problemas, puesto que su renuencia a someterse a autoridades superiores mantuvo a los ŷunds como una fuerza autónoma, propensa a la anarquía feudal, desestabilizando el poder del gobierno central de al-Ándalus.

## Últimos años

El Magreb tras la revuelta bereber:
Estados bereberes:
Emirato de Tremecén (Abu Qurra, 742-789)
Confederación Barghawata (744-1058)
Emirato de Siyilmasa (758-1055)
Imanato de Tahert (rustamíes, 761-909)
Imanato de Fez (idrisíes, [789-974])
Otros territorios jariyíes (siglo IX)
Otros territorios
Emirato de Nekor (sahilíes [710-1019])
Ifriquiya: emirato fihrí independiente (745-757); bereberes jariyíes (757-762); y abasí (762-909)

Se suele situar el final de la revuelta bereber en 742 o 743, tras el fracaso de los ejércitos bereberes en su intento de tomar Cairuán o Córdoba. No obstante, amplios territorios del Magreb occidental y central, en los actuales Marruecos (Maghreb al-Aqsa) y Argelia (Maghrib al-Awsat), siguieron sin estar sometidos a las autoridades de Damasco, estableciéndose verdaderos Estados, como Barghawata (en Tamasna, actual Marruecos, hacia 744), Abu Qurra (en Tremecén, hacia 742) y el emirato midrárida (Banu Midrar, en Siŷilmasa, hacia 758); mientras que el control árabe se establecía más firmemente en al-Ándalus e Ifriqiya, incluyendo la parte oriental de la actual Argelia.
Posteriormente, dinastías no bereberes llegaron al poder con apoyo bereber, como los rustámidas, de origen persa, que establecieron un imamato en 761 en la zona de Tahert (actual Argelia), y sobre todo los Idrísidas sharifíes (hacia 789, en el actual Marruecos, del que algunas fuentes consideran fundadores).
Muchas otras zonas controladas por los jariyíes en esa época no alcanzaban un nivel de organización estatal: Djerba, Ouargla, Setif, Tozeur, Gafsa y Yebel Nefusa.